# Pasażer (czasopismo)
Pasażer – polski fanzin poświęcony muzyce wydawany w Dębicy. W piśmie znajdują się artykuły, wywiady, recenzje i inne opracowania dotyczące głównie gatunku muzycznego punk rock, ale także innych, pokrewnych, takich jak hardcore punk, a także publikacje dotyczące innych, wybranych tematów. Wydawcą magazynu jest wytwórnia muzyczna o tej samej nazwie – Pasażer. Pierwszy numer pisma został wydany w grudniu 1990 r. Do końca 2024 r. wydanych zostało 38 numerów „Pasażera”.

## Historia
Pomysł, idea, by tworzyć fanzin, ukierunkowany głównie na muzykę, oczywiście określonych gatunków, powstała na przełomie lat 80. i 90. XX wieku, podczas wyjazdu na festiwal Róbrege (edycja '90). To wówczas późniejszy wydawca i redaktor naczelny pisma, Mariusz Prokulski, otrzymał pseudonim (ksywkę) „Bezkoc” i także wówczas padł pomysł, wspólny „Bezkoca” i niejakiego Jacka (pseudonim / ksywka „S.Teafan” – później „Stefan”). To w zasadzie bardziej od „S.Teafan” padł pomysł, wstępna, bardzo ogólna koncepcja oraz propozycja tytułu dla planowanego pisma. Niestety zmarł on latem 1992 r. (po ukazaniu się czwartego numeru „Pasażera”).
Czasopismo „Pasażer” wydawane jest od 1990 r. w Dębicy. Wówczas zin wydawany był anonimowo przez osoby o pseudonimach Bezkoc, Stefan, Ramay, następnie Bezkoc i Stefan, Bezkoc i Łukasz, samodzielnie Bezkoc oraz Bezkoc, Patrycja, Łukasz, Prosiak. Obecnie wydawcą jest firma o tej samej nazwie co tytuł pisma – Pasażer, przy czym jest to jednoosobowa działalność gospodarcza redaktora naczelnego Mariusza Prokulskiego (pseudonim / ksywka – „Bezkoc”), prowadzona pod adresem – 39-200 Dębica, ul. Tuwima 5/102. W roku 1997 r. firma ta rozszerzyła prowadzoną działalność gospodarczą o publikowanie albumów muzycznych na płytach kompaktowych i płytach winylowych, stając się wytwórnią muzyczną.
„Pasażer” początkowo wydawany był nieregularnie, niekiedy po dwa numery w roku, z czasem na pewien okres stał się rocznikiem, by ostatecznie ponownie stać się pismem wydawanym nieregularnie. Takie zaburzenia w kolejnych wydaniach prowadziły czasem do ukazywania się tak zwanych numerów podwójnych – 23/24, 28/29, 34/35. W raz z rozwojem pisma oraz zmniejszeniem częstotliwości wydawania kolejnych numerów znacząco zwiększała się objętość kolejnych wydań, osiągając całkiem imponujące „gabaryty” do rozmiarów pokaźnej „cegły”, „książki”. Stopniowo także, podobnie jak niektóre inne ziny, pismo zmieniało swój charakter pod względem czysto technicznym – jego redakcji i składu, począwszy od ręcznie tworzonej i powielanej na kserze gazetki po profesjonalne czasopismo muzyczne.
Do pisma załączano w różnych okresach czasu dodatki. Jak na pismo muzyczne przystało istotną częścią każdej z publikacji od 1997 r. stały się dołączane albumu muzyczne. Tylko raz jako nośnik danych zastosowano kasetę magnetofonową, by następnie korzystać do nagrywania ścieżek dźwiękowych już z płyt kompaktowych. I tak do numeru 11 z 1997 r. / 1998 r. dołączono kasetę magnetofonową, a od numeru 12 z 1998 r. / 1999  r. rozpoczęto załączanie płyt kompaktowych, przy czym do kilku numerów dołączono po dwie takie płyty. Z innych dodatków wydawanych regularnie w określonych okresach czasu można wymienić przykładowo dodatek feministyczy, która ukazywał się pod koniec lat 90. XX wieku i na początku XXI wieku, a wcześniej jednorazowy dodatek pod tytułem „Emancypunx” w numerze 11 z 1997 r. / 1998 r. (kontynuowany w postaci artykułów w późniejszych numerach). Innym nieco przypadkiem jest załączenie do „Pasażera” pisma Ruchu Wolność i Pokój oraz Federacji Anarchistycznej z Rzeszowa. Po tym jak organizacje te wydały pięć numerów zina „Dlaczego”, numer 6 (ostatni jaki się ukazał), został wydany jako dodatek do pisma „Pasażer”. Czasem pojawiał się również plakat wybranego zespołu lub tematyczny, np. anarchistyczny. Nietuzinkową ciekawostką była załączona do 30 numeru pisma z 2013 r. wkładka rodzicielska, w której o „punkowym rodzicielstwie” opowiadało kilka osób związanych ze sceną i paroma kapelami.
Wywiady z Mariuszem Prokulskim („Bezkocem”), z racji jego działalności w zakresie wydawania i redagowania pisma „Pasażer”, ukazywały się także w innych czasopismach. Można tu przykładowo wymienić zin „Scheda” numer 1 (jedyny wydany numer pisma), „Biseptol” nr 1 z 1994 r., „Strip Tease” nr 2 z 1996 r., czy „Liberation” numer 3 z maja 1999 r..
Jeśli zaś chodzi o stronę techniczną wydawania kolejnych numerów „Pasażera”, to oczywiście można tu obserwować typową ewolucję, od wydawnictwa garażowego po profesjonalnie wydawane czasopismo. Skład kolejnych wydań prowadzony był od numeru 1 z 1990 r. do numeru 10 z 1997 r. wykonywany był maszynowo, a od numeru 11 z 1998 r. już komputerowo. Jeśli zaś chodzi o powielanie kolejnych egzemplarzy każdego z wydań do numeru od 1 z 1990 r. do numeru 4 z 1992 r. były produkowane w technice kserograficznej, numery 5 z 1993 r., 6 z 1994 r. i 7 z 1995 r. w technice risograficznej, a kolejne numery, począwszy od numeru 8 z 1995 r., były już drukowane. Zmieniały się także formaty arkuszy drukarskich stosowanych różnych wydaniach. Stosowano formaty A-5, B-5 i A-4. Początkowo dystrybucja pisma prowadzona była własnymi kanałami, w tym tak zwanymi „distrami”, na koncertach, czad-giełdach i wysyłkowo. Ważnym krokiem w rozwoju wydawnictwa, było skierowanie go do dystrybucji w oficjalnej sieci sprzedaży, kontynuując jednak własną sprzedaż wysyłkową, między innymi w sklepach należących do sieci handlowej Empik.

## Nazwa
Nazwa własna pisma – „Pasażer” – pojawiła się już na początku, kiedy tylko powstał sam pomysł stworzenia fanzinu. Tytuł ten odnosi się do utworu Iggy’ego Popa „The Passenger” i jego polskiego coveru wykonanego przez zespół Pidżama Porno pod tytułem „Pasażer”. Ten pierwszy, to kultowy utwór wykonawcy uważanego za prekursora punk rocka. Choć sam Bezkoc przyznaje, że woli polską wersję utworu. Są jednak także i inne odniesienia czy interpretacje nazwy podawane przez samego Bezkoca. Podaje on między innymi nawiązanie do fanzinu z lat 80. XX wieku, który został wydany w jednym numerze, właśnie pod tytułem „Pasażer”, a zrobił go perkusista takich kapel jak Deadlock i Tilt – Jacek Lenartowicz („Luter”). Podane tu konotacje nazwy fanzinu odnoszę się więc do czasów, w których polska muzyka oraz scena dopiero startowały, kształtowały się i wzrastały. A Bezkoc uznaje ją za nieco mistyczną, ze smakiem, pozbawioną infantylności i z tego względu mu się podoba.

## Zawartość
Generalnie „Pasażer” jest przede wszystkim pismem muzycznym związanym z szeroko pojmowaną sceną i muzyką w nurtach punk rock i hardcore punk. Ten zakres tematyczny dobrze obrazuje zamieszczone dalej, w rozdziale „Numery” niniejszego artykułu, zestawienie wykonawców muzycznych, których dotyczą publikacje zamieszczone w kolejnych numerach pisma. Ponadto od wielu lat pod głównym tytułem pisma zamieszczany jest podtytuł dobitnie podkreślający wyżej wskazany zakres tematyczny pisma, dewiza – hardcore/punk magazine.
Oczywiście tematyka publikacji zawartych w czasopiśmie nie jest ograniczona ściśle do wymienionych nurtów muzycznych, ale obejmuje także szerszą perspektywę, w zasadzie jak to cenie określił jeden z recenzentów przy okazji wypowiedzi na temat jednego z numerów „Pasażera”, także i wszystkiego dookoła. Jest więc oczywiście „rdzeń”, czyli klasyczny punk rock, hardcore punk, oraz szeroki wachlarz nurtów mniej lub bardziej powiązanych, takich jak punk 77, rock and roll, psychobilly, reggae, emo, folk rock, grindcore, punky reggae, gothic / goth punk, death rock, metalcore. Zakres tematyczny bywał tak szeroki, że na łamach pisma pojawił się nawet Slayer.
Pośród publikacji dotyczących zespołów muzycznych, to oprócz oczywiście tekstów o kapelach działających w okresie wydania danego numeru, pojawiały się także materiały o dawanych, już nieistniejących formacjach wartych przypomnienia i utrwalenia. Opracowanie te zawierały także bardziej ogólne wspomnienia dotyczące minionych okresów czasu.
Jeśli zaś chodzi o formę twórczości zamieszczanej w „Pasażerze” to można znaleźć szerokie spektrum takich publikacji jak artykuły, wywiady, recenzje, informacje o zespołach i inne, teksty utworów, listy czytelników, komiksy, felietony, reportaże, relacje (przykładowo z koncertów, tras koncertowych, festiwali lub innych wyrażeń), słowniki, np. w numerze 16 z 2002 r. dotyczący oi!. Innym typem publikacji, który znajdował miejsce w niektórych numerach pisma był tak zwany raport ze sceny, przy czym w „Pasażerze” ukazywały się takie raporty dotyczące polskich miast. Przykładowo ukazały się następujące raporty: z Rzeszowa („Pasażer” nr 2 z 1991 r.), z Moniek, Raciborza, Jaworzna („Pasażer” nr 3 z 1991 r.), z Bełchatowa, Słupcy („Pasażer” nr 4 z 1992 r.), z Jastrzębia („Pasażer” nr 5 z 1993 r.). Ponadto poważającym się działem są tak zwane kolumny z publicystyką, głównie muzyczną, festiwalową, wspomnieniami, krótkimi informacjami, komentarzami i innymi formami wypowiedzi. Ciekawym działem są publikacje pod szyldem „O płytach które zmieniły życie”, w których znane osoby związane ze sceną wymieniają po kilka szczególnie dla nich z różnych względów ważnych albumów muzycznych. W bardziej współczesnym okresie pojawiły się także takie działy związane ze starymi nośnikami danych, które w zasadzie wyszły z użycia, ale częściowo powracają, jak „Vinylmaniak” związany z płytami gramofonowymi oraz „Tapes Not Dead” dotyczący kaset magnetofonowych. Prowadzony jest także dział dotyczący książek. Recenzje stanowiące istotną część pisma obejmowały, w zależności od okresu czasu, różne dziedziny twórczości – muzykę (albumy – płyty kompaktowe, płyty winylowe, kasety magnetofonowe, demo-TOP / Demolka), film (kino, DVD), książki, fanziny, komiksy.
Oprócz tematów i treści związanych muzyką, sceną, zespołami w wielu numerach czasopisma pojawiały się także publikacje na inne, wybrane tematy. W celu zobrazowania zakresu tematycznego pojawiających się opracowań można wymienić przykładowo, pośród wielu innych, artykuły dotyczące Jerzego Owsiaka, płyt CD, historii komiksu, kradzieży, FWZ (Front Wyzwolenia Zwierząt), Punx Brigade Banditen z Wrocławia, paryskich squatów, seksizmu, pracy, feminizmu, w tym we wkładkach, między innymi w numerach: 12 z 1999 r., 13 z 2000 r., 14 z 2000 r., 15 z 2001 r., zine’a Maximum RockNRoll, twórczości Sergiusza Piaseckiego, wyprawy do Mongolii, Gruzji i Armenii, Meksyku, Rosji, Skandynawii, rowerem przez Azję Środkową, DIY, punkowej Japonii, ekologii, nazizmu, samego ruchu punk, godności na przykładzie Iranu, Służba Bezpieczeństwa na tropie punków, czy religii w artykułach o chrześcijaństwie, kościele katolickim, Radiu Maryja oraz wywiady między innymi z redaktorem pisma Mać Pariadka, z Henrykiem Palczewskim, właścicielami sklepu „Alert” we Wrocławiu, Stevem Ignorantem, mieszkańcami skłotu Rozbrat (nr 9 1996), Andrzejem Żwawą z pisma Zielone Brygady, Robsonem – byłym działaczem Aryjskiego Frontu Przetrwania, mieszkańcami wrocławskiego skłotu Rejon 69, Piniem z blogu „Piłkarska Mafia”, Adamem ze studia „Fonia”, Ryszardem Dąbrowskim (komiks „Likwidator”), Darkiem (festiwal „Ultra Chaos Punk Piknik”).

## Znaczenie pisma, opinie, krytyka
„Pasażer” to niewątpliwie czołowe i jedno z największych czasopism muzycznych, specjalizujących się w szeroko pojmowanych nurtach punk rock, hardcore punk i innych, na polskim ryku wydawniczym oraz najobszerniejsze. Razem z „Garażem” wymieniany jest także jako najważniejszy zin w Polsce o tej tematyce. Sam wydawca określa zin-a „Pasażer” jako pismo niezależne, a także mianem największego w Polsce pisma o profilu muzycznym ukierunkowanym na punk rocka i hardcore punk. W innym z kolei piśmie z 1996 r. „Pasażer” obok fanzinu „Crust” został określony mianem „wybitny” na polskim rynku. Zresztą już w połowie lat 90. XX wieku „Pasażer” uznawany była za fanzin bardzo popularny, przynajmniej w ramach ówczesnej, tak zwanej sceny. W wypowiedziach kilku recenzentów z 1995 r. zawartych w jednym z zinów, pismo „Pasażer” było jednym z najlepszych polskich wydawnictw tego typu.
„Pasażer” postrzegany bywa jako najdłużej ukazujący się zin w Polsce.

## Numery

### Przed nadaniem numeru issn
Numery „Pasażera” wydane przed uzyskaniem numeru issn:
numer 1 z 1990 r.wydany przez Bezkoc, Stefan, Ramay, stron 28, format A-5, grudzień 1990 r., nakład – 80 egzemplarzy, w numerze między innymi publikacje dotyczące wykonawców muzycznych: Sexbomba, Harki And The Glutes, Farben Lehre, ZK, NKWD
numer 2 z 1991 r.wydany przez Bezkoc, Stefan, Ramay, stron 24, format A-5, kwiecień 1991 r., nakład – 125 egzemplarzy, w numerze między innymi publikacje dotyczące wykonawców muzycznych: Cipiersi, Eta, Festyn Azjatyckich Śrubokrętów, Kolaboranci, Czarnobyl Zdrój, Amen, Gruba Berta, ARBOK, Smar SW, Siekiera, Polnishe Banditen, Sexbomba, Mamusiu Ratuj, Jezus Chytrus
numer 3 z 1991 r.wydany przez Bezkoc, Stefan, Ramay, stron 32, format A-5, grudzień 1991 r., w numerze między innymi publikacje dotyczące wykonawców muzycznych: Joanna Makabresku, Schizma, Acapulco, Alians, Amputacja, Kokosh, Farben Lehre, Prokurator, Profanacja
numer 4 z 1992 r.wydany przez Bezkoc, Stefan, stron 64, format A-5, lato 1992 r., między innymi publikacje dotyczące wykonawców muzycznych: Tumor Circus, Stan Oskarżenia, Abaddon, Nauka o Gównie, Brudy, Mamusiu Ratuj, Wiwisekcja, WC, Defloracja, Prokurator, Fort BS, Rebeliant, Trava Dub Band, Dirt, 105 Lux, KGB
numer 5 z 1993 r.wydany przez Bezkoc, stron 116, format A-5, lato 1993 r., w numerze między innymi publikacje dotyczące wykonawców muzycznych: Bob Marley, Siekiera, Rejestracja, Rumor, Będzie Dobrze, Kolaboranci, T.Love, Dezerter, 7 Godzin Snu, Alians, Apatia, Profanacja, Go-Rich, Okres, Mad, Farben Lehre, Stephans, Hooded Man, Youth Brigade, Garbate Aniołki, Agresja, Kyrie Elejson, Kirkut Koncept, Fate, Latające Odchody, Budellam
numer 6 z 1994 r.wydany przez Bezkoc, stron 156, format A-5, 1994 r., w numerze między innymi publikacje dotyczące wykonawców muzycznych: Deadlock, Stage of Unity, Under The Gun, Faza 40&4, Rottweiler, Inri, 105 Lux, Aguire, Reżim, Pidżama Porno, Epic, Włochaty, Rocka's Delight, Variété, Po Prostu, Cela nr 3, Świat Czarownic, Alians oraz „Prosiak” (Alians), Konwent A, Gangrena, Nuclear Politics, Studio 2, Hooded Man, Niczego Sobie
numer 7 z 1995 r.wydany przez Bezkoc, stron 128, format A-5, 1995 r., w numerze między innymi publikacje dotyczące wykonawców muzycznych: Deuter, Globtroter, Ulica, Chemical Resistant, Blind Mole Rat, Rejestracja, Liberum Veto, Happy Kadaver, Karcer, Stradoom Terror, Guernica y Luno
numer 8 z 1995 r.wydany przez Bezkoc, stron 128, format A-5, 1995 r., w numerze między innymi publikacje dotyczące wykonawców muzycznych: Homomilitia, Usta Syracha, SID, Infekcja, Kremlowskie Kuranty, Klinika, TZN Xenna, Paranoja oraz z Kazikiem Staszewskim, Januszem Reichelem, Jello Biafrą, Alhambra
numer 9 z 1996 r.wydany przez Bezkoc i Łukasz, stron 176, format A-5, 1996 r., w numerze między innymi publikacje dotyczące wykonawców muzycznych: Apatia, Śmierć Kliniczna, The Ukrainians, Krio de Morto, Barricades, Crassfish, Against All Odds, Grashopper, Siekiera, Himis, The Stooges
numer 10 z 1997 r.wydany przez Bezkoc, stron 188, format A-5, 1997 r., w numerze między innymi publikacje dotyczące wykonawców muzycznych: Under The Gun, Guernica y Luno, Silna Wola, DOA, Liberum Veto, Antypatia, Protoplazma, The Levellers, Tomahawk, Zima, Fate, Stracony, Stephans, Scum Of Toytown, KSU, Neuropatia, Dariusz Paraszczuk, Earth Movement, Come & Go, Penners, Stradoom Terror
numer 11 z 1998 r.wydany przez Bezkoc, stron 176, format A-5, jesień 1997 r. / zima 1998 r., załączona kaseta magnetofonowa, w numerze między innymi publikacje dotyczące wykonawców muzycznych: The Ukrainians, Agitacja, Łysina Lenina, Starzy Singers, SKTC, Włochaty, Arche, Agonya, 1125, Nard, 7 Godzin Snu, Frontside, Brudne Dzieci Sida, Inri, Tak Jak Teraz, Robert Brylewski.

### Z nadanym numerem issn
Numery „Pasażera” wydane z numerem issn:
numer 12 z 1999 r.wydany przez Bezkoc, stron 184, format A-5, jesień 1998 r. / zima 1999 r., załączona płyta kompaktowa, w numerze między innymi publikacje dotyczące wykonawców muzycznych: Rumor, Anal Cut, Let Stones Talk, wywiady z zespołami: Rangers, Post Regiment, Jude, Gangrena, Kremlowskie Kuranty, Schizma, Jak Wolność To Wolność, UK Subs, Countrweight, Rottweiler, Złodzieje Rowerów, Korrupt, Klinika, PKS, Nan Elmoth, Globtroter, Kury, Intensity, HNDM
numer 13 z 2000 r.wydany przez Bezkoc, stron 164, format A-5, jesień 1999 r. / zima 2000 r., załączona płyta kompaktowa, cena 10,00 zł, w numerze między innymi publikacje dotyczące wykonawców muzycznych: Oi Polloi, Nocne Szczury, Active Minds, In Spite Of, Subhumans, Krzycz, Karma, Plebania, Bomba w Torcie, Reżim, Oko, Shitface, info o zespołach: So War, Sapere Aude
numer 14 z 2000 r.wydany przez Bezkoc, stron 164 / 160, format B-5, lato / jesień 2000 r., załączona płyta kompaktowa, cena 10,00 zł, w numerze między innymi publikacje dotyczące wykonawców muzycznych: Dead Kennedys (część 1), Social Distortion, Buzzcocks, Something Like Elvis, info o zespołach: Krio de Morto, Alhambra, Spasi Sohrani, Action Freedom, H.407, Pignation, Misconduct, Schizma, Pidżama Porno, Zgroza, Przeciw, Cynik Diogenes, La Aferra, Frei Republik Panama, Heroina, Within Reach, Bulbulators, Rectify, Awake
numer 15 z 2001 r.wydany przez Bezkoc, Patrycja, Łukasz, Prosiak, stron 164 / 160, format B-5, wiosna / lato 2001 r., załączona płyta kompaktowa, cena 11,00 zł, w numerze między innymi publikacje dotyczące wykonawców muzycznych: Stan Oskarżenia, Hurt, Dead Kennedys (część 2), Ray Cappo (Shelter), Asta Kask, Angelic Upstarts, Turbonegro, Apatia, Leniwiec, Czosnek, Neuropatia, Prawda, Sunrise, Pain, In My Eyes, od Smar SW do TH Culture, Stephans, Schizma, Killa Famila, Biała Gorączka, Zakon Żebrzących, Gedeon Jerubbaal, Trompka Pompka
numer 16 z 2002 r.wydany przez Pasażer, wiosna / lato 2002 r., stron 164 / 160, format B-5, załączona płyta kompaktowa, w numerze między innymi publikacje dotyczące wykonawców muzycznych: Janusz Reichel / Upside Down, Cockney, Abaddon, Anti-Nowhere League, Alians, Dead Kennedys (część 3), Turbonegro, „Dick” (Citizen Fish), Dezerter, „Falon” (Psy Wojny), Plebania, Rzepczyno Folk Band, Die Last, Złodzieje Rowerów, Patologia, Antichrist, Nonsens
numer 17 z 2003 r.wydany przez Pasażer, stron 128, format A-4, wiosna / lato 2003 r., nakład 4.000 egzemplarzy, numer 1/2003, załączona płyta kompaktowa, cena 13,00 zł, w numerze między innymi publikacje dotyczące wykonawców muzycznych: Włochaty, Dead Kennedys, Bad Religion, Joe Strummer, Chaos UK, Bouncing Souls, Toy Dolls, Snuff, Coca Carola, Propagandhi, Coalition, Blade Loki, Upstream, Silikon Fest, Not So Fast, Schizma, 666 Aniołów, Apatia, Voltaire, Projekt, Łory Rywa, Kłamstwo
numer 18 z 2004 r.wydany przez Pasażer, stron 128, format A-4, jesień 2004 r. / wiosna 2005 r., numer 2/2004, załączona płyta kompaktowa, cena 13,00 zł, w numerze między innymi publikacje dotyczące wykonawców muzycznych: Bad Religion, Dag Nasty, Alians, Los Fastidios, Avail, Leniwiec, Mad Parade, Zielone Żabki, Pennywise, Rozkrock, Charge 69, Zounds, 1984, Sommerset, Profanacja, Eye for an Eye, Teervet Kadet, Kaaos i Rattusowi
numer 19 z 2004 r.wydany przez Pasażer, stron 128, jesień 2004 r. / wiosna 2005 r., numer 2/2004, załączona płyta kompaktowa, cena 13,00 zł, w numerze między innymi publikacje dotyczące wykonawców muzycznych: Bad Religion, 7 Seconds, Poison Idea, Conflict, The Turbo A.C.'s, Rentokill, Taking Back Sunday, Audio Karate, Sick Terror, Alkaline Trio, Boysetsfire, Colera, April, The Hunkies, Słowa we Krwi, Uliczny Opryszek, Regres, Apatia, Cela nr 3, Sanctus Iuda, Biała Gorączka, Sex Gang Children, Miguel and the Living Dead, Orkiestra św. Mikołaja
numer 20 z 2005 r.wydany przez Pasażer, stron 128, format A-4, lato / jesień 2005 r., numer 1/2005, załączona płyta kompaktowa, cena 13,00 zł, nakład 5.000 egzemplarzy, w numerze między innymi publikacje dotyczące wykonawców muzycznych: 7 Seconds, Kevin Seconds, Turbonegro, Turbojugend Tage, Sick of It All, UK Subs, Ratos de Porao, Raw Power, Riistetyt, Menace, Resistance 77, Walls of Jericho, Stretch Arm Strong, Analena, New Winds, Catharsis, Freeze, The Gits (Stany Zjednoczone), film „Another State Of Mind” (Youth Brigade, Social Distortion), Robocop Kraus, Milemarker, Tsunami Bomb, Hidden in Plan View, The Birthday Massacre, Atreyu, Last Days of Jesus, Eye for an Eye, Bulbulators, Happysad, Przeciw, Paprika Korps, One Million Bulgarians / Red Star
numer 21 z 2006 r.wydany przez Pasażer, stron 144, format A-4, wiosna / lato 2006 r., numer 1/2006, nakład 5.000 egzemplarzy, załączone dwie płyty kompaktowe, cena 15,00 zł, w numerze między innymi publikacje dotyczące wykonawców muzycznych: Bad Religion, Mad Sin, Madball, H2O, Gogol Bordello, Duanie Peters (The Hunns, US Bombs), Captain Sensible (The Damned), Asta Kask, Kevin K., Wasted, Vitamin X, Children of Fall, Ballast, November Coming Fire, Už Jsme Doma, Movement, Operation Ivy, Schleim-Keim, 7 Seconds, Farben Lehre, Super Girl & Romantic Boys, Leniwiec, Koniec Świata, Ga-Ga, Profanacja, Komety, DHM, El Banda, Anti Dread, Alians, Bomb The World, RWR Babilon Error, CF98
numer 22 z 2007 r.wydany przez Pasażer, stron 144, format A-4, zima / wiosna 2007 r., numer 2/2006, załączone dwie płyty kompaktowe, cena 15,00 zł, w numerze między innymi publikacje dotyczące wykonawców muzycznych: NOFX, Fletcher Dragge (Pennywise), Russ Rankin (Good Riddance), The Bouncing Souls, Against Me!, The Real McKenzies, The Briggs, Defiance, Ohio, Bombshell Rocks, Silver Shine, Signal Lost, Boysetsfire, Kevin Seconds (7 Seconds), Wattie Buchan (The Exploited), „Wally” (Toxoplasma), „Rat” (The Varukers), Arturo Bassick (The Lurkers), Bad Brains, Los Violadores, Forbidden Dimension, Cult Of Psychic Fetus, Nasty Habits, Zombina & The Skeletones, Moenster, Sotatila, Kohu-63, Eye for an Eye, Plebania, Castet, Whitman, The Lunatics, Biała Gorączka, Bilety do Kontroli, „Smok” (Post Regiment), Nonsens, Adwent, Pesd
numer 23/24 z 2008 r.wydany przez Pasażer, stron 160, format A-4, zima 2007 r. / wiosna 2008 r., numer 1/2007, załączone dwie płyty kompaktowe, cena 18,00 zł, w numerze między innymi publikacje dotyczące wykonawców muzycznych: Strike Anywhere, Rise Against, Flogging Molly, The Casualties, Argies, Juggling Jugulars, Pedestrains, La Fraction, Ignite, Another Breath, Justice, Terror, No Turning Back, Comeback Kid, Born To Lose, Hudson Falcons, Creetins, Kevin K., Echo Is Your Love, End of a Year, Horse the Band, Bad Brains, Channel 3, Accused, Dayglo Abortions, Heimatlos, Vicious Circle, Terveet Kadet, Flux of Pink Indians, „Knox” (The Vibrators), „Monkey” (The Adicts), Charlie Harper (UK Subs), Dezerter, The Analogs, Prawda, El Banda, April, De Łindows, Pogotowie Seksualne, LD50, CF98, Maypole, Bulbulators, All Wheel Drive, Ił-62, Afroporno, Masskotki
numer 25 z 2009 r.wydany przez Pasażer, stron 160, jesień 2008 r. / zima 2009 r., numer 1/2008, załączone dwie płyty kompaktowe, cena 18,00 zł, w numerze między innymi publikacje dotyczące wykonawców muzycznych: Minor Threat, Justin Sane (Anti-Flag), Chuck Ragan (Hot Water Music), John Joseph (Cro-Mags, Bloodclot), „Matoł” (Apatia), „Katiusza” i „Ala” (Mass Kotki), WC, No Use for a Name, Murphys Law, Paint It Black, Loved Ones, Dumbs, Upside Down, Leniwiec, Utopia, Amanita Muscaria, SKTC, Taumaturgia, Last Believer, Black Tapes, When We Fall, Eyes Set to Kill, Loren Nad The Bobbits, Young Livers, The Bill, Purrkur Pillnikk, Nuclear Death Terror, Skitsystem, Extreme Noise Terror, Włochaty, Meinhof, Non Profit, Lillingtons, The Methadones, Teenage Bottlerocket
numer 26 z 2010 r.wydany przez Pasażer, stron 160, jesień 2009 r. / zima 2010 r., numer 1/2009, załączone dwie płyty kompaktowe, cena 18,00 zł, w numerze między innymi publikacje dotyczące wykonawców muzycznych: Minor Threat, Stiff Little Fingers, The Saints, The Stupids, Shawn Stern (Youth Brigade), „TV Smith” (The Adverts), Verse, Killing The Dream, Shipwreck A.D., Have Heart, Dead Is Not Glamorous, The Effort, All Against The World, Lagwagon, Unseen, Voodoo Glow Skulls, Earth Crisis, Star Fucking Hipsters, The Creepshow, Ghost Mice, Regres, Schizma 90, The Cuffs, Aporia, Whitman, Dead Yuppies, LD50, Uliczny Opryszek, All Day Hell, Invitro, Minority, Angelreich, Rejestracja, Bikini
numer 27 z 2011 r.wydany przez Pasażer, stron 160, zima 2010/2011 r., numer 1/2010, załączone dwie płyty kompaktowe, cena 18,00 zł, w numerze między innymi publikacje dotyczące wykonawców muzycznych: Jello Biafra, Włochaty, Minor Threat, Stiff Little Fingers, Bad Religion, Civet, Social Distortion, Suicidal Tendencies, El Banda, Antidotum, 1125, Wait in Vain, Another Breath, Stone Heart, Kvelertak, Protestant, Geriatric Unit, Adolescents, Subhumans (Kanada), Brzytwa Ojca, Mellakka, Die Schwarzen Schafe, The Fialky, Beyond Pink, Sista Sekunden, We Are Idols, Coreball, Dirty Tactics, Riot Before, Dr Livingdead, Nice Idiot, HGW, On Yer Bike, Non President, The Reaction, Poster Iti, U.S. Bombs, Reno Divorce
numer 28/29 z 2012 r.wydany przez Pasażer, stron 208, zima 2012 r., numer 1/2012, załączona płyta kompaktowa, cena 22,00 zł, w numerze między innymi publikacje dotyczące wykonawców muzycznych: Castet, Dezerter, Cymeon X, The Fight, Bulbulators, Złodzieje Rowerów, Pennywise,Sick of It All, Boysetsfire, Trial, Roger Miret And The Disaster, Born from Pain, Avengers, X-Ray-Spex, Scream, Zounds, Kraut, Wild Youth, Power Age, Trapped Under Ice, All for Nothing, Stay Hungry, Powerwolves, Harda Tider, Ratface, Anchor, Wolf X Down, We Ride, Finisterre, Kylesa, Wolves Like Us, Run With The Hunted, Epidemics, Blacklist Royals, Lemuria, Lapinpolthajat, Nothing, Mister X, The Dreadnoughts, Czosnek, Gangrena, The Union, Government Flu, Halt!, Auschwitz Rats, Mass Milicja, Last Dayz, Nicky Garratt (UK Subs), Guernica y Luno
numer 30 z 2013 r.wydany przez Pasażer, stron 208, wiosna / lato 2013 r., numer 1/2013, załączona płyta kompaktowa, cena 22,00 zł, w numerze między innymi publikacje dotyczące wykonawców muzycznych: Agnostic Front, Slapshot, Street Dogs, World/Inferno Friendship Society, Napalm Death, Austin Lucas, Negative Approach, The Faith, Naysayer, Bitter Taste of Life, 20 Minutes De Chaos, Heyoka, Sa-Int, Arrestum, Black Flag, Astrid Lindgren, Upside Down, Drip of Lies, Koniec Świata, Werwolf 77, The Lowest, On2b, Collina, Hard To Breathe, Ortodox, Good Lookin Out, Wieże Fabryk, Destylator, Against All Odds, Fort BS, Processs, R.U.T.A., Cymeon X, Michał Thiede (pseudonim „Dósiołek”, Alians, Świata Czarownic)
numer 31 z 2014 r.wydany przez Pasażer, stron 208, format A-4, lato / jesień 2014 r., numer 1/2014, załączona płyta kompaktowa, cena 22,00 zł, w numerze między innymi publikacje dotyczące wykonawców muzycznych: Cock Sparrer, The Generators, Vivisektio, Perkele, Anti-Flag, D.O.A., Schizma, Amen, Hard Skin, Iron to Gold, Warsaw Dolls, Whitman, Produkt, Alert! Alert!, Firenze, After Laughter, Random Killing, Government Flu, Cymeon X, Dziady Kazimierskie, Defekt Muzgó, John Lydon (pseudonim Johnny Rotten, Sex Pistols), Black Flag
numer 32 z 2017 r.wydany przez Pasażer, stron 208, format A-4, jesień / zima 2016 r., numer 1/2016, załączona płyta kompaktowa, cena 22,00 zł, w numerze między innymi publikacje dotyczące wykonawców muzycznych: Ignite, Dezerter, Inkwizycja, Lars Frederiksen (The Old Firm Casuals), Booze and Glory, Angelic Upstarts, Bishops Green, Lazy Class, Cockney Rejects, The Exploited, Red Dons, Astrid Lindgren, Watching Me Fall, The Lowest, The Stubs, Peru, Dzieci Kapitana Klossa, Instigators, Nadzór, Zwłoki, Poison Idea, Spermbirds, SNFU, Battalion of Saints, Gulag Beach, Black Flag, Psycho Squatt, Filaments, Apurtu, The Ramonas, Aporia, Dickie Hammond, Tony Van Frater
numer 33 z 2017 r.wydany przez Pasażer, stron 208, lato / jesień 2017 r., numer 1/2017, załączona płyta kompaktowa, cena 25,00 zł, w numerze między innymi publikacje dotyczące wykonawców muzycznych: 1125, Argy Bargy, Barb Wire Dolls, Black Flag, Body Count, Blowins, Conflict, Castet, Crude SS, Demented Are Go, Destructors, Disfear, Darek Dusza, Government Issue, Dennis Lyxzén (Invsn, Refused), I.R.A., Komintern Sect, Lion's Law, The Outcasts, Podwórkowi Chuligani, Prawda, Pro Publico Bono, Prokuratura, Reżim, Siksa, Suicide By Cop, Szumkot, Tester Gier, Alvin Gibbs (UK Subs), Charlie Harper (UK Subs), Wasted, Uliczny Opryszek, Wisdom in Chains, The Vision
numer 34/35 z 2019 r.wydany przez Pasażer, stron 240, wiosna / lato 2019 r., numer 1/2019, załączona płyta kompaktowa, cena 28,00 zł, w numerze między innymi publikacje dotyczące wykonawców muzycznych: 1919, Abortti 13, The Analogs, August Landmesser, Black Flag, Robert Brylewski, Cela nr 3, Charge 69, Drah, El Banda, Fate, Grade 2, Guitar Gangsters, H2O, Interrupters, Hańba!, Human Rights, Jad, Maid of Ace, Limp Blitzkrieg, Marszałek, MDC, Negative Vibes, C.J. Ramone, Obibox, Orphanage Named Earth, Pleasure Trap, Ropień, Rude Pride, Rust DC, The Sabała Bacała, Shane MacGowan, Siwy, Pete Shelley, Steve Soto, Otto (Selfish, Forca Macabra, Kovaa Rasvaa), Valery Mess, Vi Subversa, Vicious Reality, Negative Vibes
numer 36 z 2020 r.wydany przez Pasażer, stron 208, wiosna / lato 2020 r., numer 1/2020, załączona płyta kompaktowa, cena 25,00 zł, w numerze między innymi publikacje dotyczące wykonawców muzycznych: Anti-System, Booze And Glory, Bunkier, Eye for an Eye, Fertile Hump, Flogging Molly, KMKZ, Hank Von Hell, Jad, Mamusiu Ratuj, Mahones, Mnoda, One Way System, Paranoid Visions, Refused, Janusz Reichel, Schrottersburg, Sheer Terror, Szambo, Sucker, Szumkot, Tasiemka, Venta Quemada, Foreign Legion, Gimp Fist, Satanic Surfers, In Evil Hour, Deez Nuts, Comeback Kid, Skorup/A, 105 Lux, Battalion Zośka, 1125, Slime
numer 37 z 2021 r.wydany przez Pasażer, stron 208, jesień 2021 r. / zima 2022 r., numer 1/2021, załączona płyta kompaktowa, cena 25,00 zł, w numerze między innymi publikacje dotyczące wykonawców muzycznych: Anti-Nowhere League, AM, Attanas, Baboon Show, Bulbulators, The Cravats, Cro-Mags – Harley, Flanagan, Czarnobyl Zdrój, Danziger, Dave Smalley, Dead End America, Dyym, Eyehategod, Field Day, Faul Techniczny, Fight Your Fear, Hiob Dylan, Homomilitia, John Robb, No Fun At All, Non Serviam, Patologia Ciąży, Rebeliant, Rubella Ballet, Propagandhi, Saints & Sinners, Śmierć, Thee Slayer Hippy, Wańka Wstańka, Wara!, Werwolf 77, Wielki Las, Zdrajca, Zimny Maj
numer 38 z 2024 r.wydany przez Pasażer, stron 240, wiosna / lato 2024 r., numer 1/2024, załączona płyta kompaktowa (25 utworów muzycznych), cena 39,00 zł, w numerze między innymi publikacje dotyczące wykonawców muzycznych: 4 Kopniętych i Fred, Adrenalin O.D., Amyl and The Sniffers, Angry Samoans, Baboon Show, Baraka Face Junta, Be Well, Black Flag, The Bridge City Sinners, Bucket, Darek Dusza i Demony, Dezerter, D.I., D.O.A., Eye for an Eye, Hapea, Hellacopters, Human Rights, Ian Glasper, Insekty, Jerry A. Lang (Poison Idea, Black Flag), KMKZ, Max Cavalera, New Model Army, Partisans, Przejebane, Reagan Youth, Scapegoats, Schizma, Scowl, Stracony, Tribute to Zakon Żebrzących, Zakon Żebrzących, Upright Citizens, Wirus.

## Inne informacje, ciekawostki
Pismo początkowo wydawane było bez nadanego numeru issn (International Standard Serial Number). Taka sytuacja dotyczyła numerów od 1 do 11. Pierwszym wydaniem „Pasażera” z numerem issn – 1509-7374 – był numer 12 z 1999 r..
W jednym z wywiadów Bezkoc w odpowiedzi na pytanie, którego meritum dotyczyło co jest według niego bardziej pracochłonne, tworzenie „Pasażera”, czy granie w kapeli (Bezkoc nie był nigdy muzykiem ani wokalistą), opowiedział ile czasu zajęło mu w tamtym okresie przygotowanie numeru 6, jeszcze bez składu komputerowego. A mianowicie w przybliżeniu zajęło mu to około 9 miesięcy pracy, w tym około 6 miesięcy pracy po kilka godzin na dobę, a oprócz tego pisanie listów, dystrybucja i inne działania towarzyszące prowadzeniu pisma. Powinno się jednak według jego wypowiedzi uwzględnić także czas na kreowanie pomysłów, myślenie jak coś zrobić, planowanie.

## Albumy
| numer pisma | tytuł          | rok wydania | kaseta magnetofonowa | CD1 liczba utworów | CD1 plik wideo | CD2 promo |
| ----------- | -------------- | ----------- | -------------------- | ------------------ | -------------- | --------- |
| 11          | Pasażer #11    | 1998        | Tak                  | Nie                | Nie            | Nie       |
| 12          | Pasażer #12    | 1999        | Nie                  | 33                 | Nie            | Nie       |
| 13          | Pasażer #13    | 1999        | Nie                  | 33                 | Nie            | Nie       |
| 14          | Pasażer #14    | 2002        | Nie                  | 31                 | Nie            | Nie       |
| 15          | Pasażer #15    | 2002        | Nie                  | 32                 | Nie            | Nie       |
| 16          | Pasażer #16    | 2002        | Nie                  | brak danych        | brak danych    | Nie       |
| 17          | Pasażer #17    | 2003        | Nie                  | 33                 | Nie            | Nie       |
| 18          | Pasażer #18    | 2004        | Nie                  | 31                 | Nie            | Nie       |
| 19          | Pasażer #19    | 2005        | Nie                  | 32                 | Nie            | Nie       |
| 20          | Pasażer #20    | 2005        | Nie                  | 31                 | 1              | Nie       |
| 21          | Pasażer #21    | 2006        | Nie                  | 26                 | Nie            | Tak       |
| 22          | Pasażer #22    | 2007        | Nie                  | 19                 | Nie            | Tak       |
| 23/24       | Pasażer #23/24 | 2008        | Nie                  | 31                 | Nie            | Tak       |
| 25          | Pasażer #25    | 2008        | Nie                  | 27                 | Nie            | Tak       |
| 26          | Pasażer #26    | 2010        | Nie                  | 24                 | 1              | Tak       |
| 27          | Pasażer #27    | 2010        | Nie                  | 24                 | 1              | Tak       |
| 28/29       | Pasażer #28/29 | 2015        | Nie                  | 25                 | Nie            | Nie       |
| 30          | Pasażer #30    | 2013        | Nie                  | 26                 | Nie            | Nie       |
| 31          | Pasażer #31    | 2014        | Nie                  | 21                 | Nie            | Nie       |
| 32          | Pasażer #32    | 2015        | Nie                  | 21                 | Nie            | Nie       |
| 33          | Pasażer #33    | 2017        | Nie                  | 25                 | Nie            | Nie       |
| 34/35       | Pasażer #34/35 | 2019        | Nie                  | 29                 | Nie            | Nie       |
| 36          | Pasażer #36    | 2020        | Nie                  | 24                 | Nie            | Nie       |
| 37          | Pasażer #37    | 2022        | Nie                  | 30                 | Nie            | Nie       |
| 38          | Pasażer #38    | 2024        | Nie                  | 25                 | Nie            | Nie       |